# Худівський замок
Худівський замок (пол. Zamek w Chudowie) — руїни ренесансного замку, розташовані в селі Худув у гміні Ґералтовиці Ґлівицького повіту Сілезького воєводства в Польщі. 

## Історія

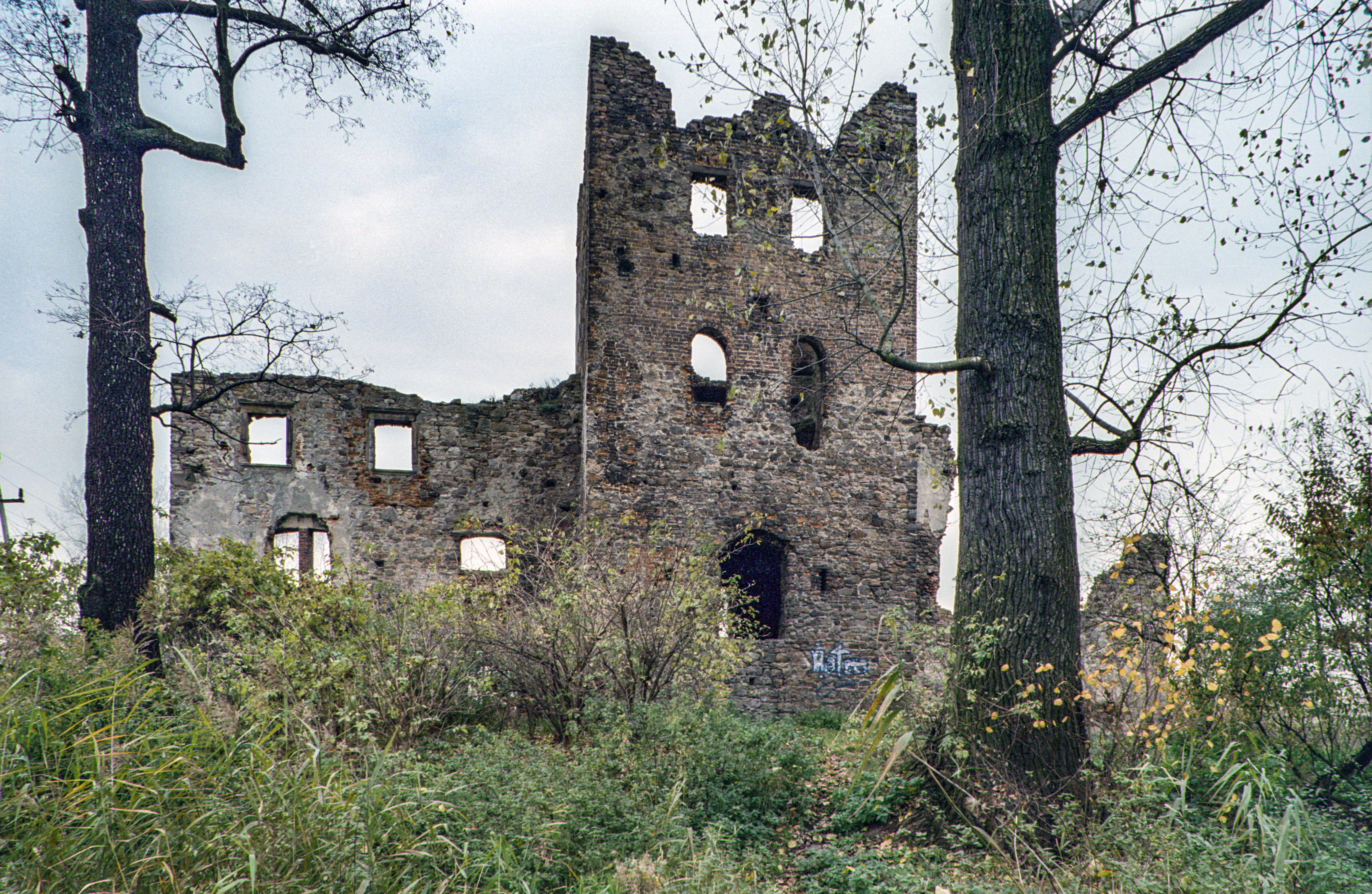
Руїни замку до реновації

Мурований замок у Худові було споруджено на місці дерев’яної оборонної вежі у 30-их роках XVI століття шляхтичем Яном Сашовським з Гералтовиць гербу Сашор.  
Замок було побудовано з каменю та цегли на плані прямокутника. Він мав подвір'я з клуатрами та криницею, а також два триповерхові житлові будинки, покриті високими двосхилими дахами та чотиригранну, п’ятиповерхову вежу, вкриту високим вальмовим дахом. Головний вхід до замку здійснювався з південного заходу через дерев’яний міст, який було перекинуто над замковим ровом. Шостий поверх був добудовано під час перебудови замку у ХІХ столітті, яку здійснив тодішній його власник — Олександр фон Баллі.  
У 1874 році замок постраждав внаслідок пожежі. 

## Сучасність
У 1995 році було створено фундацію "Замок Худув", яка згодом здійснила реконструкцію замку. До 2004 року було відбудовано та покрито дахом замкову вежу, у якій зараз розміщується музей. Також було піднято мури навколо замкового подвір’я та відновлено брами. Окрім того, було проведено архівні дослідження, в результаті яких, за сприяння фундації, вийшли друком публікації щодо історії замку. Знайдені під час археологічних розкопок предмети зараз представлені як експонати у замковому музеї. Починаючи з 1996 року на теренах замку проводяться культурно-просвітницькі заходи, які включають історичні постановки, зльоти, концерти, покази фільмів та вистави. Візитівкою культурно-дозвіллєвої програми замку є Середньовічний ярмарок, який проводиться у серпні. 

## Світлини

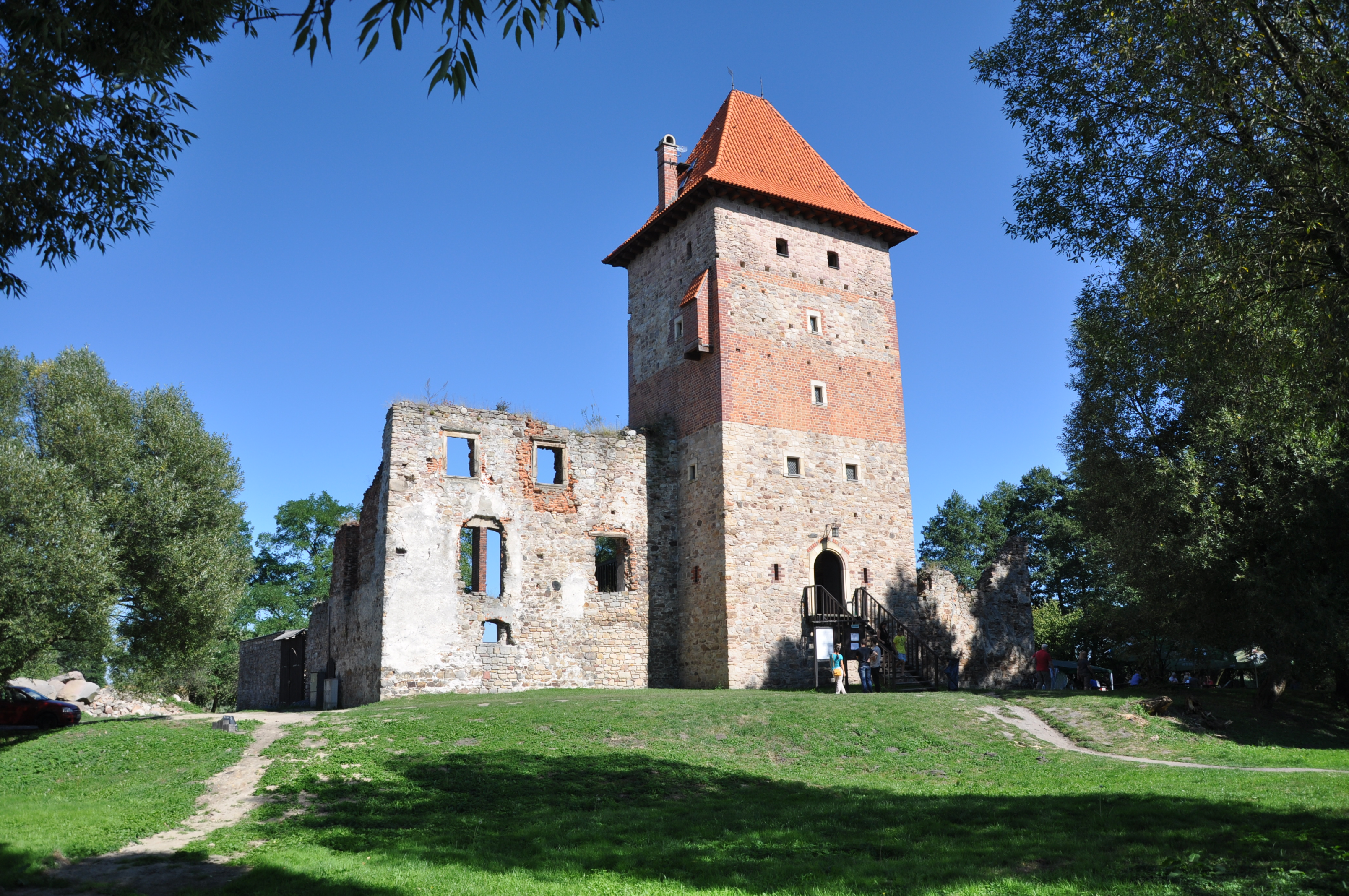
Вигляд замку
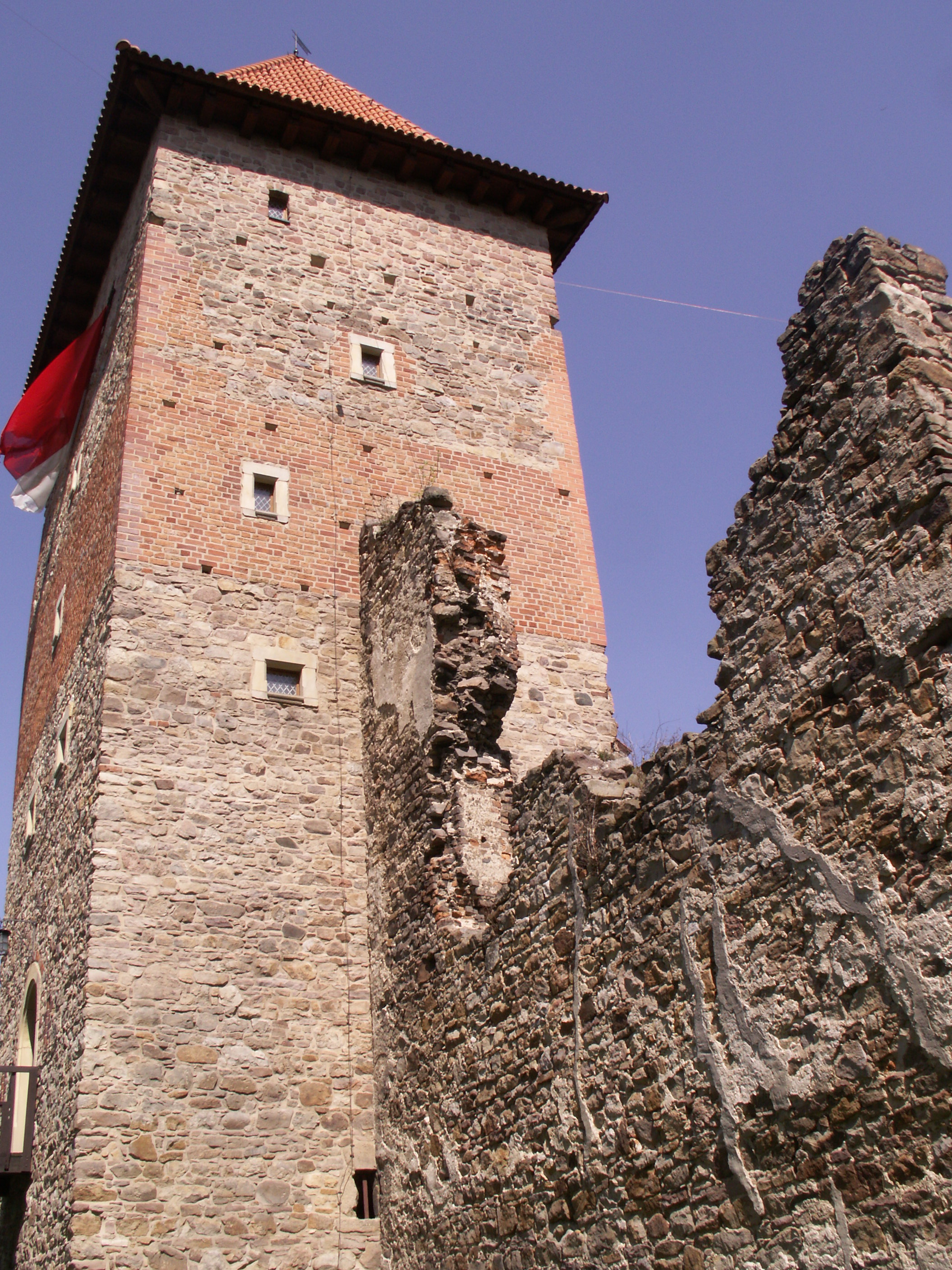
Вежа замку
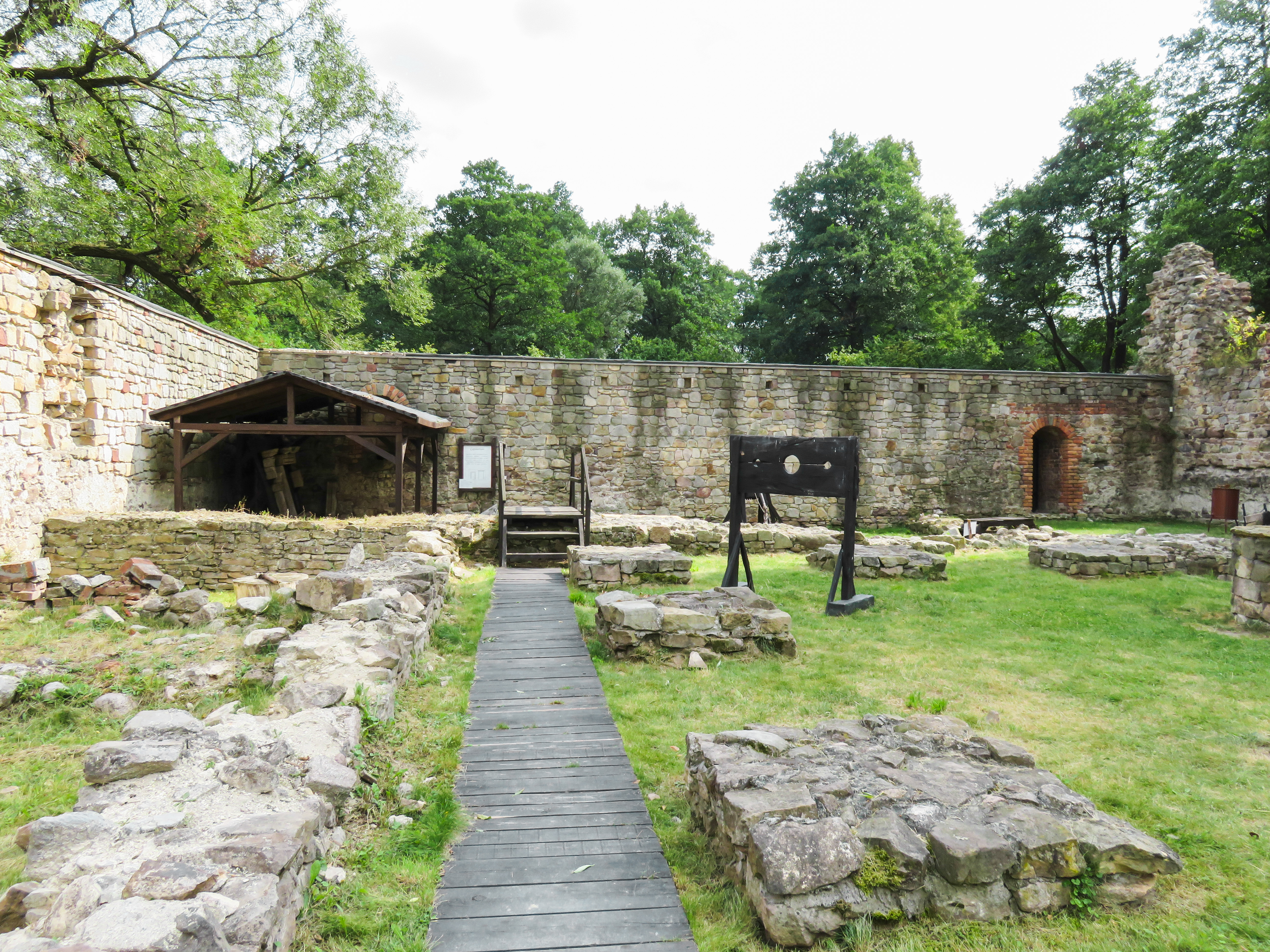
Замкове подвір'я